# Roberto García (lekkoatleta)
Roberto García – argentyński lekkoatleta, sprinter. Brązowy medalista lekkoatletycznych mistrzostw Ameryki Południowej w biegu na 200 m z 1924 roku.
Zawodnik zdobył brązowy medal w biegu na 100 metrów podczas lekkoatletycznych mistrzostw Ameryki Południowej w 1924 roku, przegrywając z rodakiem, Félixem Escobarem oraz Chilijczykiem, Luisem Miguelem. Czas, jaki osiągnął García w tym biegu nie jest znany.